# Aculops pittospori
Aculops pittospori är en spindeldjursart som beskrevs av David C.M. Manson 1984. Aculops pittospori ingår i släktet Aculops och familjen Eriophyidae. Inga underarter finns listade i Catalogue of Life.